# Psathyrella globosivelata
Psathyrella globosivelata är en svampart som tillhör divisionen basidiesvampar, och som beskrevs av Gröger. Psathyrella globosivelata ingår i släktet Psathyrella, och familjen Psathyrellaceae. Arten har ej påträffats i Sverige.